# Rideau River

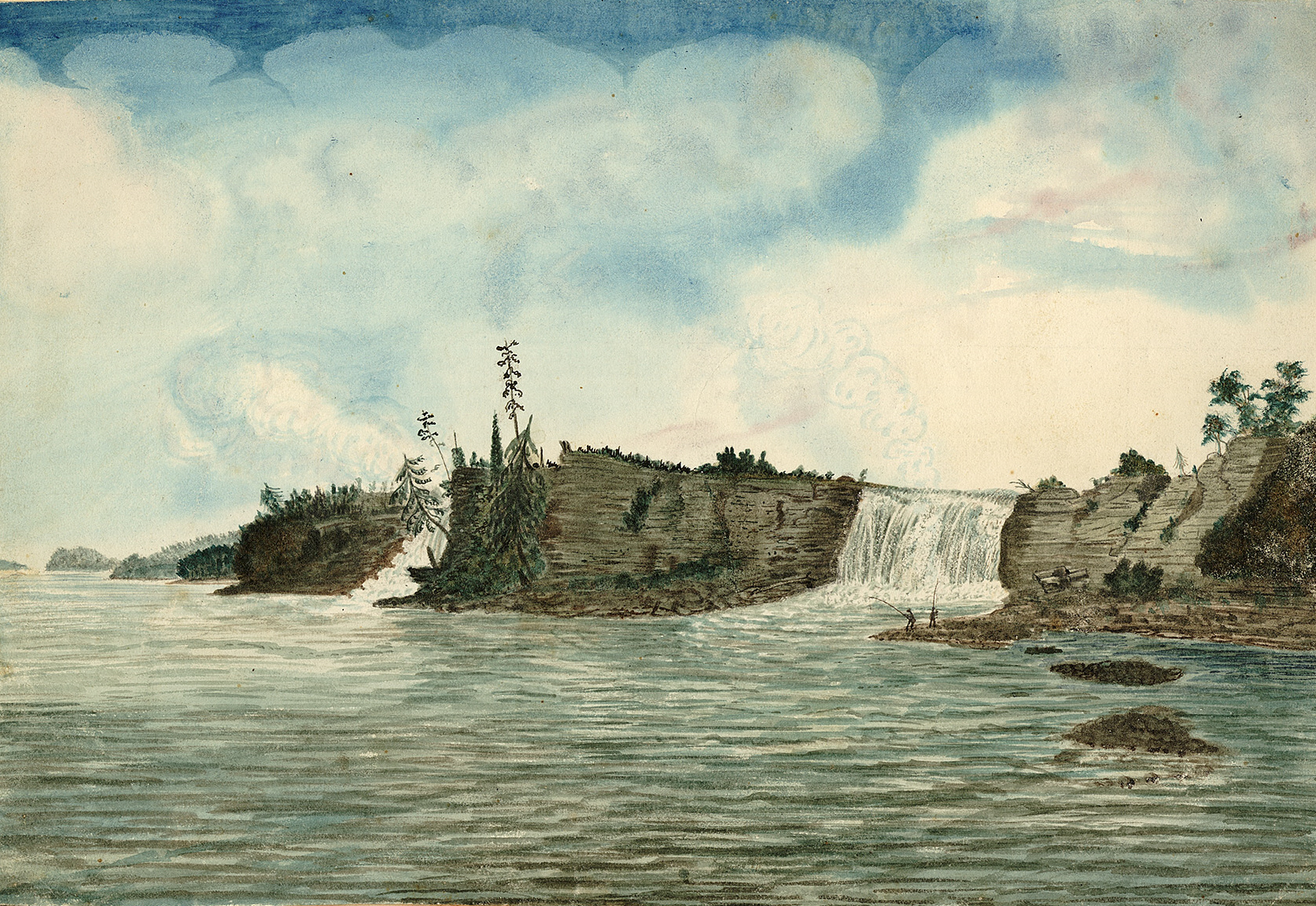
Gemälde der Rideau Falls von Thomas Burrowes

Der Rideau River (französisch Rivière Rideau) ist ein Fluss in Süd-Ontario, dessen Quelle nördlich des Upper Rideau Lake liegt und der bei Rideau Falls in den Ottawa mündet.
Seine Länge beträgt 146 km. Das Einzugsgebiet umfasst 3800 km². Der mittlere Abfluss liegt bei 35 m³/s.
Dem Fluss wurde wegen der Ansicht des Wasserfalls an dessen Mündung die Bezeichnung Rideau (französisches Wort für „Vorhang“) gegeben.
Der Rideau Canal führt von der Stadt Ottawa nach Kingston am Ontariosee. Er entstand durch die Verbindung der beiden Flüsse Rideau River und Cataraqui River. Der Rideau River zweigt bei Hog’s Back Falls in Ottawa vom Kanal ab.
Zu Frühjahrsbeginn werden alljährlich Teile der Eisschicht auf dem Fluss zwischen Billings Bridge und Rideau Falls mit Sprengstoff weggesprengt, um die Gefahr von Überflutungen am Unterlauf des Flusses zu reduzieren.

## Zuflüsse
- Adrians Creek
- Duck Creek
- Tay River
- Black Creek
- Otter Creek
- Rosedale Creek
- Irish Creek
- Babers Creek
- Atkinsons Creek
- Rideau Creek
- Dales Creek
- Brassils Creek
- Murphy Drain
- Kemptville Creek
- McDermott Drain
- Cranberry Creek
- Steven Creek
- Mud Creek
- Jock River
- Black Rapids Creek
- Nepean Creek
- Sawmill Creek

Gemeinden und Städte am Flusslauf sind:
- Ottawa
- Merrickville–Wolford
- Kemptville
- Smiths Falls